# Diritto dell'Irlanda del Nord
Il diritto nordirlandese (in inglese: Northern Irish law, in irlandese: Dlí Thuaisceart Éireann) è l'ordinamento giuridico in vigore dell'Irlanda del Nord in quanto la separazione dell'Irlanda ha fatto dell'Irlanda del Nord una giurisdizione separata nel 1921.

## Sfondo
Il Regno Unito è diviso in tre giurisdizioni, vale a dire:
- il diritto inglese in Inghilterra e Galles;
- il diritto nordirlandese in Irlanda del Nord;
- il diritto scozzese in Scozia.

L'Irlanda del Nord è un paese con un sistema legale comune. Sebbene la legge sia generalmente simile all'Inghilterra e al Galles e provenga dalla stessa fonte, ci sono alcune differenze fondamentali.

## Legislazione
Il diritto in Irlanda del Nord consiste attualmente in leggi emanate dal Parlamento della Gran Bretagna, nonché da strumenti giuridici elaborati dall'esecutivo dell'Irlanda del Nord e dal governo del Regno Unito. Inoltre ci sono anche leggi del Parlamento dell'Irlanda del Nord che sono state emanate dal 1921 al 1972, diverse leggi del Parlamento irlandese prima dell'Unification Act 1800 e le leggi del Parlamento d'Inghilterra e del Parlamento del Regno Unito che si applicavano in Irlanda sulla base della Poynings' Law tra il 1494 fino al 1782.